# Avery Brundage
Vous lisez un « bon article » labellisé en 2014.
Pour les articles homonymes, voir Brundage.
Avery Brundage, né le 28 septembre 1887 à Détroit (États-Unis) et mort le 8 mai 1975 à Garmisch-Partenkirchen en Allemagne de l'Ouest, est un athlète, dirigeant sportif et collectionneur d'art américain. C'est le cinquième président du Comité international olympique (CIO), en fonction de 1952 à 1972.
Brundage naît dans une famille de la classe ouvrière en 1887 à Détroit. Cinq ans plus tard, il déménage à Chicago. Il étudie le génie civil à l'université de l'Illinois et devient coureur sur piste. En 1912, il participe aux Jeux olympiques d'été en pentathlon, en décathlon et en lancer du disque. Son meilleur résultat est un sixième rang dans le pentathlon. Brundage est trois fois champion national sur piste entre 1914 et 1918 et fonde une entreprise de construction en 1915. Il gagne ensuite sa vie grâce à son entreprise et ses investissements, n'acceptant pas d'argent pour ses performances sportives.
Brundage travaille ensuite dans l'administration sportive. Il monte rapidement les échelons dans les associations américaines. En tant que dirigeant sportif aux États-Unis, il combat fortement le boycott des Jeux olympiques d'été de 1936 organisés en Allemagne dans le contexte du nazisme et de la persécution des Juifs. Brundage amène avec succès une équipe américaine aux Jeux, mais la participation de cette dernière est controversée. Il est élu membre du CIO cette année-là et devient rapidement une figure majeure du mouvement olympique. Il devient le premier président non-européen du CIO en 1952.
Au poste de président, Brundage défend l'amateurisme et combat la commercialisation des Jeux olympiques, bien que ses positions soient vues comme déconnectées du sport moderne. Ses derniers Jeux en tant que président, organisés à Munich en 1972, sont marqués par la polémique : à la cérémonie commémorative suivant le meurtre de onze athlètes israéliens par des terroristes, Brundage décrie la politisation du sport et, refusant d'annuler les épreuves restantes, déclare que « les Jeux doivent continuer ». Cette phrase est applaudie par le public, mais la décision de poursuivre les Jeux sera fortement critiquée par la suite. Ses actions en 1936 et 1972 seront vues comme des marques d'antisémitisme.

## Jeunesse et carrière sportive
Avery Brundage naît à Détroit, dans l'État américain du Michigan, le 28 septembre 1887. Il est le fils de Charles Brundage, un sculpteur, et de son épouse Minnie. La famille déménage à Chicago, en Illinois, cinq ans plus tard. Charles Brundage abandonne sa femme et ses enfants peu de temps après, et Avery et son petit frère Chester sont principalement élevés par des tantes et des oncles. À treize ans, en 1901, Avery termine premier d'une compétition d'athlétisme et gagne un voyage pour assister à la seconde investiture du président William McKinley. Il fréquente l'école publique de Sherwood, puis la Crane High School, toutes deux à Chicago. La Crane High School ne possède pas d'installations destinées à l'athlétisme, mais Brundage fabrique son propre matériel dans l'atelier de l'établissement. Lors de sa dernière année, les journaux locaux le qualifient de vedette des pistes. D'après le journaliste sportif William Oscar Johnson dans un article publié en 1980 dans Sports Illustrated, Brundage est « le genre d'homme immortalisé par Horatio Alger : le gamin américain issu des classes défavorisées qui s'est hissé à la hauteur des rois et des millionnaires ».
Diplômé de la Crane High School en 1905, Brundage s'inscrit à l'université de l'Illinois à Chicago et suit des cours de génie civil jusqu'à obtenir un diplôme avec honneurs en 1909. Il écrit dans plusieurs publications du campus et continue à s'impliquer dans le sport, jouant au basket-ball et pratiquant la course sur piste pour l'équipe de l'Illinois, engagée dans la conférence ouest de la Big Ten Conference. Il joue un rôle important dans la victoire de son équipe sur celle de l'université de Chicago lors de sa dernière année universitaire.

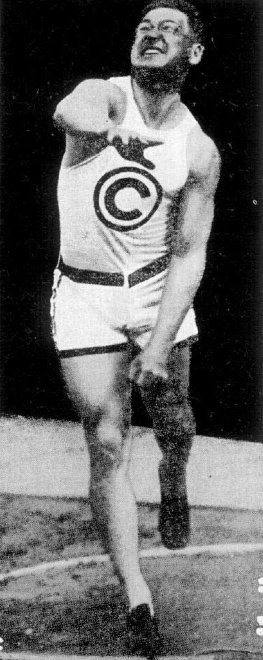
Brundage en route vers la victoire dans les championnats nationaux toutes épreuves en 1916, à Newark dans le New Jersey.

Après avoir obtenu son diplôme, Brundage travaille en tant que directeur de construction pour le cabinet d'architectes Holabird & Roche. Durant les trois ans qu'il passe à ce poste, il dirige la construction de bâtiments d'une valeur totale de 7,5 millions de dollars, ce qui représente 3 % du total bâti à Chicago durant cette période. Il déplore la corruption présente dans le domaine de la construction de cette ville.
Brundage rencontre un certain succès dans plusieurs épreuves d'athlétisme organisées en Illinois. En 1910, en tant que membre de la Chicago Athletic Association (CAA), il termine troisième des championnats nationaux toutes épreuves (un prédécesseur américain du décathlon). Il continue de s'entraîner en vue d'une participation aux Jeux olympiques d'été de 1912 à Stockholm, en Suède.
À Stockholm, il termine sixième du pentathlon, seizième du décathlon et vingt-deuxième au lancer du disque. Il abandonne le décathlon après la huitième épreuve, conscient d'avoir déjà accumulé trop de retard aux points, mais il regrettera cette décision par la suite. La disqualification de son compatriote Jim Thorpe, vainqueur du pentathlon et du décathlon, permet à Brundage de monter d'une place dans les classements de ces deux épreuves. Thorpe est disqualifié pour avoir joué au baseball contre rémunération, faisant de lui un sportif professionnel à une époque où les Jeux sont réservés aux amateurs. Pendant son mandat de président du CIO, Brundage refuse de demander au Comité la restitution des médailles de Thorpe, malgré de nombreuses réclamations, et ce n'est qu'en 1982, après la mort des deux hommes, que Thorpe retrouve ses titres. Certains considèrent le refus de Brundage comme l'expression de sa rancune après sa défaite à Stockholm,,,.
De retour à Chicago, Brundage accepte un poste de directeur de construction pour John Griffith and Sons Contractors. Parmi les structures sur lesquelles il travaille pour Griffith, se trouvent l'hôpital du comté de Cook, l'hôtel Morrison de Chicago, le bâtiment Monroe et l'entrepôt de la National Biscuit Company. En 1915, il devient indépendant et fonde sa propre entreprise de construction, l'Avery Brundage Company, dont son oncle Edward est directeur.
Brundage poursuit également sa carrière sportive. Il est champion américain toutes épreuves en 1914, 1916 et 1918. Après avoir arrêté la piste, il se tourne vers le handball américain. Il est classé dans le top 10 du pays dans ses jeunes années et pratique longtemps ce sport : en 1934, à l'âge de 46 ans, il remporte un match contre le récent champion national Angelo Trulio.

## Dirigeant sportif

### Montée au pouvoir
Dès la fin de sa carrière sur piste, Brundage s'implique dans l'administration sportive. Il s'engage d'abord dans la Chicago Athletic Association (CAA) et dans la Central Amateur Athletic Association (dont la CAA est membre) puis, dès 1919, dans l'Amateur Athletic Union (AAU). L'AAU lutte contre la National Collegiate Athletic Association (NCAA) pour la domination du sport amateur américain. Les athlètes sont souvent utilisés comme pions dans cette bataille, et chaque organisation menace de suspendre ceux qui participent à des épreuves soutenues par l'autre. Le comité national olympique des États-Unis, l'American Olympic Comittee (AOC) dominé par l'AAU, cause également des conflits. En 1920, l'AOC affrète un navire de guerre désaffecté, au lieu d'un paquebot, pour assurer le retour au pays des représentants américains aux Jeux olympiques d'été de 1920 à Anvers (Belgique). Cela provoque un tollé. La plupart des athlètes décident de réserver un voyage par paquebot. L'AAU réagit par la fondation de l'American Olympic Association (AOA), une organisation est dirigée par les représentants de l'AAU, puis par ceux de l'AOC. En 1928, Brundage est élu au poste de président de l'AOA à la place de Douglas MacArthur. Il est aussi choisi comme président de l'AOC, un poste qu'il occupera pendant plus de vingt ans.
En 1925, Brundage devient vice-président de l'AAU. Il est ensuite président de cette association de 1928 à 1933 puis en 1935. À ce titre, il peut assurer la réconciliation de la NCAA avec l'AAU : la première obtient le droit d'accréditer des étudiants comme amateurs et une représentation accrue au sein de la commission exécutive de l'AOA.
Brundage ne tarde pas à faire preuve de ce que l'écrivain Roger Butterfield qualifiera d'un « tempérament dictatorial » dans un article de 1948 publié dans le magazine Life. En 1929, l'athlète américain Charlie Paddock déclare que Brundage et d'autres officiels sportifs utilisent son image pour faire gagner de l'argent à l'AOC sans faire preuve d'équité à son égard. Brundage qualifie ces propos de « mensonges » et accuse Paddock de faire preuve d'un « sensationnalisme des plus ignobles ». Paddock se tourne ensuite vers le professionnalisme, échappant ainsi à la juridiction de Brundage. En 1932, peu après avoir remporté trois médailles aux Jeux olympiques d'été de 1932 à Los Angeles, l'athlète Mildred Didrikson Zaharias apparaît dans une publicité automobile, à la suite de quoi l'AAU menée par Brundage suspend rapidement son statut d'amatrice. Didrikson répond qu'elle n'a pas été payée et que, indépendamment de cette affaire, les règles sur le statut d'amateur sont trop compliquées. Ce n'est que le premier de plusieurs conflits très médiatisés entre Brundage et des athlètes féminines. Il répond qu'il n'a pas eu de problème en tant qu'athlète et déclare : « Vous savez, les Grecs de l'Antiquité laissaient les femmes en dehors de leurs jeux sportifs. Ils ne les laissaient même pas aller au bord du terrain. Je n'en suis pas sûr, mais je pense qu'ils avaient raison ». D'après Butterfield, Brundage est méfiant envers les athlètes féminines et soupçonne certaines d'entre elles d'être des hommes déguisés en femmes.

### Jeux olympiques de 1936

#### Combattre un boycott
En 1931, le CIO attribue les Jeux olympiques de 1936 à l'Allemagne. Plusieurs membres indiquent qu'en attribuant les Jeux à ce pays, ils soutiennent son gouvernement démocratique (la République de Weimar) attaqué par des extrémistes dans le contexte difficile de la Grande Dépression,,,. Les Jeux d'été, prévus à Berlin, sont plongés dans l'incertitude par les élections législatives allemandes de juillet 1932. Le parti nazi, mené par Adolf Hitler, devient le plus puissant du Reichtag. Les Nazis s'intéressent peu au sport international. Ils préfèrent en effet l'idée de Jeux allemands auxquels ils ne concourraient pas contre des peuples qu'ils considèrent comme inférieurs, par exemple les Juifs, les Slaves et les personnes d'origine africaine. Lors de la prise de pouvoir des Nazis en janvier 1933, on envisage d'organiser les Jeux olympiques ailleurs qu'en Allemagne.
Les nazis sont méfiants envers le président du comité d'organisation local, Theodor Lewald, qui a une grand-mère juive, mais ils remarquent rapidement le potentiel de propagande des Jeux olympiques. Lewald avait l'intention d'organiser les Jeux avec un budget modeste ; le gouvernement nazi leur attribue au contraire beaucoup de ressources. Des appels à déplacer ou boycotter les Jeux sont lancés pour protester contre la persécution des Juifs. En tant que chef du mouvement olympique aux États-Unis, Brundage reçoit des lettres et des télégrammes lui demandant d'agir en ce sens. En 1933 et 1934, le CIO agit pour garantir des Jeux ouverts à tous et sans discrimination raciale ou religieuse. Le président du CIO, le comte Henri de Baillet-Latour, écrit à Brundage en 1933 : « Je n'affectionne pas personnellement les Juifs, mais je ne les importunerai d'aucune façon ». D'après l'historien Christopher Hilton dans son analyse des Jeux de 1936, « Baillet-Latour et son entourage n'avaient aucune idée de ce qui arriverait, et comme les délégués allemands [du CIO] continuaient à offrir des garanties, qu'est-ce qu'ils pouvaient faire d'autre que les accepter ? » Baillet-Latour s'oppose au boycott, tout comme Brundage, qui a appris en 1933 qu'on envisageait de l'élire au CIO.
Dans son article sur son rôle dans la participation américaine aux Jeux d'été de 1936 publié en 1982, Carolyn Marvin[Qui ?] explique la vision politique de Brundage : « [Il] considérait le communisme comme le mal suprême. Il admirait l'apparente restauration de la prospérité et de l'ordre faite par Hitler en Allemagne et estimait que les Américains sans travail formaient une marée humaine anarchique. Son antisémitisme exprimait la crainte de la dissolution de la culture anglo-protestante dans une mer d'aspirations ethniques,. »
Les Nazis ne respectent pas leurs engagements de non-discrimination dans le sport puisque des Juifs sont expulsés de leurs clubs sportifs. En septembre 1934, Brundage se déplace en Allemagne pour s'en rendre compte personnellement. Il rencontre des officiels du gouvernement, mais il n'a pas l'autorisation de rencontrer individuellement des responsables sportifs juifs. À son retour, il déclare : « On m'a assuré par écrit [...] qu'il n'y aura pas de discrimination envers les Juifs. Vous ne pouvez pas demander plus que ça et je pense que cette promesse sera tenue ». Le voyage de Brundage ne fait qu'augmenter la controverse sur la question de la participation des États-Unis aux Jeux : le député de New York Emmanuel Celler affirme qu'il « s'est fait un avis avant de quitter l'Amérique ». Toutefois, le 26 septembre 1934, après avoir entendu le compte rendu de Brundage sur la situation en Allemagne, l'AOC décide d'envoyer une délégation américaine à Berlin.
Le CIO a accepté la promesse de non-discrimination des Nazis et Brundage estime que les autorités olympiques américaines sont liées à cette position. Cependant, les actions des Nazis rendent peu probable la présence de Juifs dans l'équipe allemande,,.
Battus à l'AOC, les partisans du boycott se tournent vers l'AAU en espérant que cette organisation, bien qu'aussi dirigée par Brundage, refuserait d'envoyer des athlètes à Berlin. Aucun vote sur le boycott n'est organisé à l'assemblée de l'AAU de décembre 1934, et Brundage ne cherche pas à se faire réélire. Les délégués nomment le juge Jeremiah T. Mahoney au poste de président. Les actions pour le boycott s'arrêtent, puis reprennent en juin 1935 en raison de la brutalité des Nazis. Elles entraînent Mahoney dans leur cause. En octobre, Baillet-Latour demande à trois membres américains du CIO, William May Garland, Charles H. Sherrill et Ernest Lee Jahncke, de faire tout leur possible pour s'assurer qu'une délégation américaine sera envoyée en Allemagne. Garland et Sherrill acceptent, mais Jahncke affirme qu'il soutiendra le boycott. Brundage, à la demande de Baillet-Latour, prend la tête du mouvement anti-boycott. Cette question est abordée à la convention de l'AAU en décembre 1935. Les alliés de Brundage gagnent le vote et l'AAU approuve l'envoi d'athlètes à Berlin tout en précisant que cela ne représente pas un soutien aux Nazis. Victorieux, Brundage n'est pas magnanime puisqu'il demande la démission de ses opposants. Certains d'entre eux, dont Mahoney, lui obéissent.
Brundage pense que la controverse sur le boycott peut être utilisée efficacement pour la collecte de fonds. Il écrit : « Le fait que les Juifs soient contre nous pourrait intéresser les milliers de personnes qui n'ont encore jamais cotisé ». En mars 1936, il écrit à l'homme d'affaires juif Albert Lasker pour se plaindre que « de nombreux Juifs malavisés persistent à entraver les activités du Comité olympique américain. En conséquence, ils obtiennent du soutien parmi les 120 millions de non-Juifs des États-Unis sous le prétexte d'une initiative patriotique ». Dans une lettre que David Large[Qui ?], dans son livre sur les Jeux de 1936, qualifiera de « maladroite », Brundage suggère qu'en aidant à financer la participation américaine aux Jeux olympiques, les Juifs pourraient réduire l'antisémitisme aux États-Unis. Cependant, Lasker « refuse ce chantage ». Il répond ceci à Brundage : « Vous insultez gratuitement non seulement les Juifs, mais aussi les millions de chrétiens patriotiques en Amérique, pour qui vous vous aventurez à parler sans justification, et que vous représentez à tort dans votre lettre ».

#### Berlin

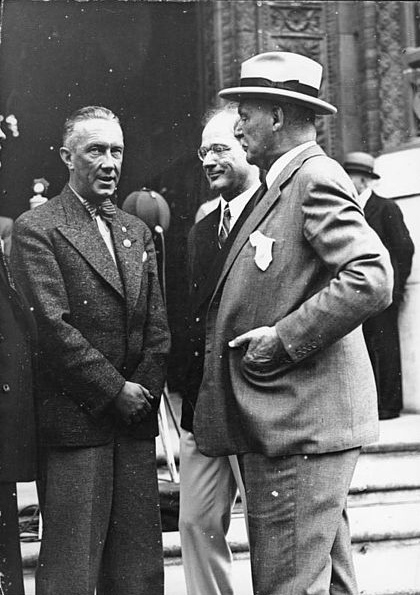
Julius Lippert, Avery Brundage et Theodor Lewald, organisateur des Jeux olympiques de 1936 à Berlin.

Le 15 juillet 1936, la délégation des athlètes et officiels américains, menée par Brundage, embarque sur le S.S. Manhattan à New York pour Hambourg. Juste après son arrivée en Allemagne, Brundage fait la une des journaux car l'AOC dont il est président exclut la nageuse Eleanor Holm Jarrett, championne olympique en titre, pour des activités sur le bateau. Les rumeurs concernant ces activités varient, mais certaines d'entre elles affirment qu'elle était à une fête durant toute une nuit avec l'auteur Charles MacArthur. Ce dernier voyageait sans sa femme, l'actrice Helen Hayes,. Brundage en parle avec des membres de l'AOC, puis rencontre Jarrett. Malgré la tentative de l'AOC de la renvoyer à la maison, Jarrett, après avoir plaidé en vain pour sa réintégration dans l'équipe, reste à Berlin en tant que journaliste « au grand désespoir de l'AOC ». Dans les années suivantes, elle soutient que Brundage l'a exclue de l'équipe car elle a refusé ses avances. D'après Guttmann, « Brundage est apparu, depuis [1936], comme un rabat-joie ». Butterfield note qu'à travers les textes des écrivains sportifs soutenant Jarrett, « Brundage se fait une réputation de tyran, snob, hypocrite, dictateur et rigide, ainsi que de l'homme le plus mesquin du monde du sport ».
Le 30 juillet 1936, six jours après l'arrivée des Américains en Allemagne, le CIO se réunit à Berlin et exclut Jahncke à l'unanimité. Brundage devient membre du CIO à sa place,.
L'athlète afro-américain Jesse Owens, quatre fois champion olympique, est une des sensations des Jeux. D'après certains articles de presse américains, Hitler a quitté le stade au lieu de lui serrer la main. Ce n'est pas vrai : Hitler a été conseillé par le président du CIO Baillet-Latour de ne pas serrer les mains des vainqueurs s'il n'était pas prêt à le faire avec tous les médaillés d'or. Cela n'est cependant pas publié. D'après Butterfield, pendant les années suivantes, les récits de ce que Brundage qualifie de « conte de fées » plongent les Américains dans une « profonde colère ». Le chef des Jeunesses hitlériennes, Baldur von Schirach, demande à Hitler de rencontrer Owens. Hitler refuse, lui répondant : « Tu penses vraiment que je m'autoriserais à être photographié en train de serrer la main à un nègre ? »
L'équipe américaine du relais 4 × 100 mètres provoque une autre controverse qui implique peut-être Brundage. L'équipe prévue comprend Sam Stoller et Marty Glickman, tous deux juifs. Après la troisième médaille d'or d'Owens, ils sont écartés de l'équipe en faveur d'Owens et de Ralph Metcalfe, également afro-américain. L'entraîneur américain pour la piste, Lawson Robertson de l'université de Pennsylvanie, annonce à Stoller et Glickman que les Allemands ont amélioré leur équipe et qu'il est important d'avoir l'équipe la plus rapide possible. Les Américains battent le record du monde dans les séries et la finale pour s'adjuger la médaille d'or. Les Italiens sont deuxièmes et les Allemands troisièmes. Ni Stoller ni Glickman (qui étaient les seuls Juifs de l'équipe américaine sur piste et les seuls athlètes de l'équipe envoyée à Berlin à ne pas concourir) ne croient à la raison indiquée pour leur remplacement ; Stoller écrit dans son journal qu'ils ont été éliminés du relais car deux autres participants, Foy Draper et Frank Wykoff, ont été entraînés par un des assistants de Robertson à l'université du Sud de la Californie. Glickman concède que le favoritisme en fonction du collège est une raison possible, mais pense que l'antisémitisme est plus probable. Il durcit sa position dans les années à venir : d'après lui, ils ont été remplacés pour ne pas embarrasser Hitler qui aurait vu des Juifs, en plus des Afro-Américains, remporter des médailles d'or pour l'équipe américaine sur piste. Il pense que Brundage était derrière ce remplacement. Celui-ci nie toute implication dans la décision, ce qui reste controversé. Glickman effectue une longue carrière de commentateur sportif, et reçoit le premier prix Douglas MacArthur (pour l'ensemble de ses actions dans le domaine du sport) en 1998, après la mort de Stoller, du comité olympique des États-Unis (successeur de l'AOC),,. Dans son compte-rendu publié après les Jeux, Brundage qualifie la controverse d'« absurde » : il remarque que Glickman et Stoller ont terminé cinquième et sixième des qualifications olympiques à New York et que la victoire américaine a confirmé la légitimité de la décision de les avoir exclu de l'équipe.

### Route vers la présidence du CIO
La session du CIO de Varsovie, en juin 1937, est la première de Brundage en tant que membre actif. À la mort du vice-président du CIO, le baron suisse Godefroy de Blonay, le Suédois Sigfrid Edström est élu pour le remplacer. Brundage est choisi pour prendre la place d'Edström à la commission exécutive. Edström était un allié de Brundage dans la bataille sur le boycott ; bien qu'il ne désire pas la persécution des Juifs, un peuple qu'il décrit comme « intelligent et sans scrupule », il lui a écrit qu'« ils doivent rester dans des limites raisonnables ». Brundage regrette que le film de Leni Riefenstahl sur les Jeux olympiques de Berlin, Les Dieux du stade, ne puisse pas être diffusé commercialement aux États-Unis, car « malheureusement les cinémas sont presque tous possédés par des Juifs ».
Les Jeux de Berlin ont augmenté l'admiration de Brundage pour l'Allemagne. Avant le Bund germano-américain, il déclare au Madison Square Garden de New York en octobre 1936 qu'« il y a cinq ans, [les Allemands] étaient découragés et démoralisés. Aujourd'hui, ils sont unis. Soixante millions de personnes croyant en eux-mêmes et en leur pays... » En 1938, son entreprise de construction est mandatée pour bâtir la nouvelle ambassade allemande à Washington (cela n'est pas réalisé puisque la Seconde Guerre mondiale intervient). Brundage rejoint le Keep America Out of War Committee et devient un membre du comité America First. Il quittera ces deux organisations au lendemain de l'attaque de Pearl Harbor.
Les Jeux olympiques de 1940 ne peuvent pas avoir lieu à cause de la guerre. Brundage cherche donc à organiser des Jeux de l'hémisphère ouest qui pourraient se disputer malgré le climat international difficile. Il est un des leaders de la fondation des Jeux panaméricains, participant aux premières discussions en août 1940 à Buenos Aires (Argentine). À son retour, il renomme l'Association olympique américaine en Fédération sportive des États-Unis d'Amérique (United States of America Sports Federation, USASF), qui mettra en place le Comité olympique des États-Unis (l'AOC ne sera pas convoqué). Il crée un autre comité pour permettre la participation américaine aux Jeux panaméricains. Brundage devient un des premiers membres de la commission internationale des Jeux panaméricains. La première édition prévue à Buenos Aires est cependant reportée à cause de la guerre pour avoir lieu finalement en 1951, en présence de Brundage. Malgré son rôle dans leur fondation, Brundage voit les Jeux panaméricains comme une imitation des Jeux olympiques sans lien réel avec l'Antiquité.
La guerre provoque le report des Jeux olympiques futurs et divise le CIO géographiquement et politiquement. Comme Baillet-Latour se trouve dans la Belgique occupée par l'Allemagne, Brundage et le vice-président du CIO Edström font leur possible pour maintenir les canaux de communication entre les membres du CIO ; d'après Guttmann, ils « se voyaient comme les gardiens de la flamme sacrée, d'un idéal pour lequel ils étaient prêts à agir dès que la folie prendrait fin. » Baillet-Latour meurt en 1942 ; Edström prend les fonctions de président tout en restant officiellement vice-président. Edström et Brundage n'attendent pas la fin de la guerre pour reconstruire le mouvement olympique ; Brundage envoie même des paquets en Europe pour aider des membres du CIO et d'autres personnes dans les endroits où la nourriture est rare. Edström a 74 ans en 1944 et il se préoccupe de savoir qui mènerait le CIO s'il mourait. Il suggère que Brundage devienne second vice-président, poste nouvellement créé. Un bulletin de vote envoyé aux membres du CIO atteignables confirme ce choix l'année suivante. Lors de la première session du CIO de l'après-guerre organisée à Lausanne en septembre 1946, Edström devient président et Brundage est élu au poste de premier vice-président.

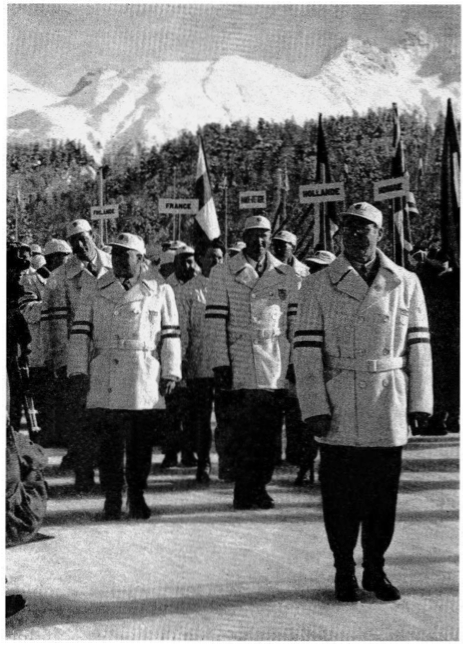
Brundage, en tant que président de l'USOC, mène la délégation américaine à la cérémonie d'ouverture des Jeux olympiques d'hiver de 1948, à Saint-Moritz en Suisse.

En tant que vice-président, Brundage fait partie d'une commission nommée en 1948 qui a pour rôle de déterminer si les Jeux olympiques intercalaires de 1906, organisés à Athènes, doivent être considérés comme des Jeux à part entière. Les trois membres de « commission Brundage » viennent de l'hémisphère ouest et se rencontrent à la Nouvelle-Orléans, aux États-Unis, en janvier 1949. D'après eux, il n'y aurait rien à gagner à reconnaître les Jeux de 1906 comme olympiques et cela pourrait créer un précédent gênant. Le CIO approuve leur rapport lors de sa réunion de Rome plus tard dans l'année.
Edström déclare son intention de se retirer après les Jeux olympiques d'été de 1952 à Helsinki. Le Britannique David Burghley, champion olympique sur piste en 1928 et président de la Fédération internationale d'athlétisme amateur, est le rival de Brundage pour le remplacer. Le scrutin a lieu lors de la session précédant les Jeux. Brundage est le candidat de la commission exécutive mais il est peu apprécié de certains membres ; d'autres pensent que le président devrait être européen. Brundage est élu lors du 25e et dernier scrutin avec 30 voix contre 17.

## Président du CIO (1952–1972)

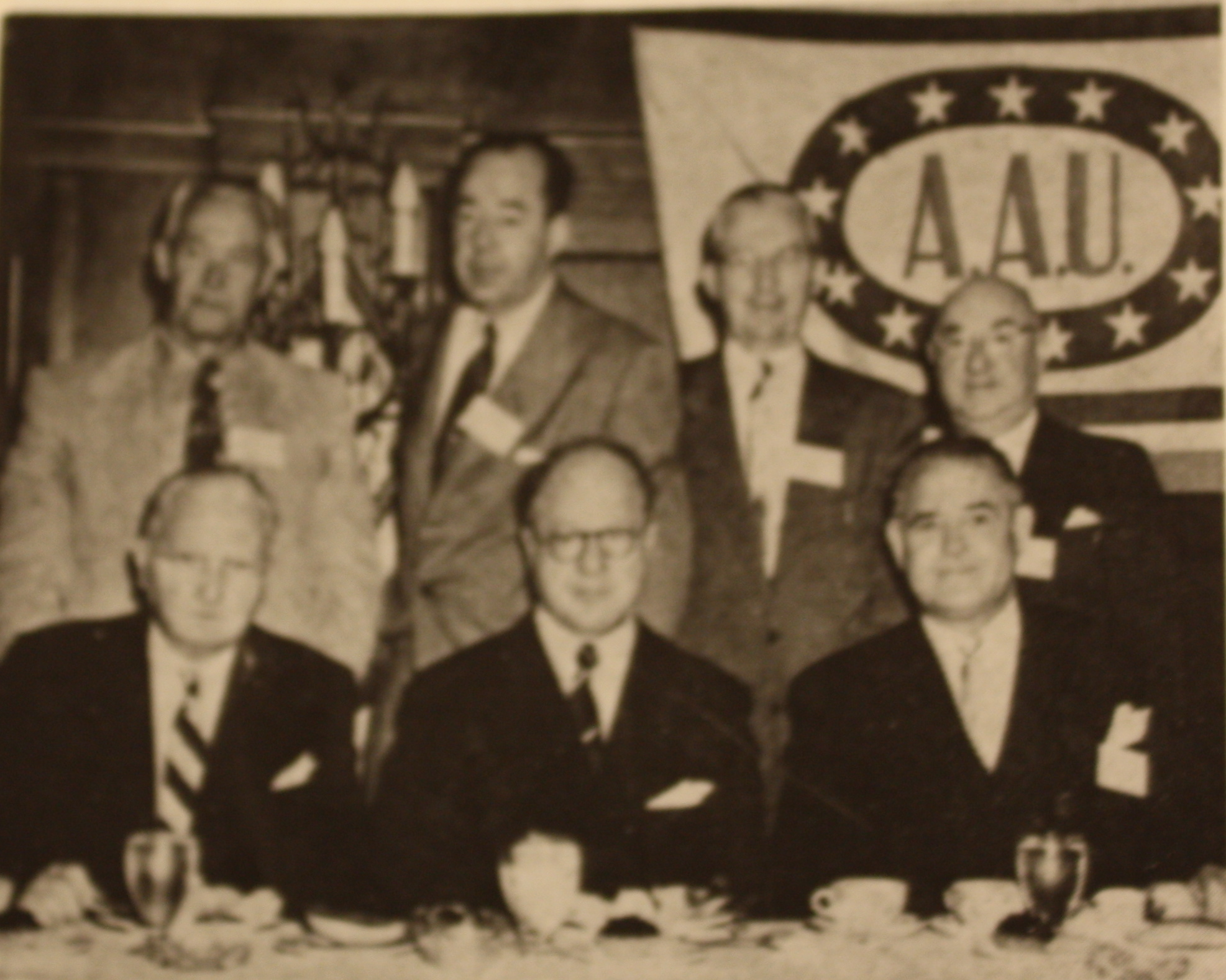
Brundage (au centre, assis) entourés par d'autres officiels de l'Amateur Athletic Union à la convention de l'AAU en 1963.

### Administration olympique et défis à la présidence

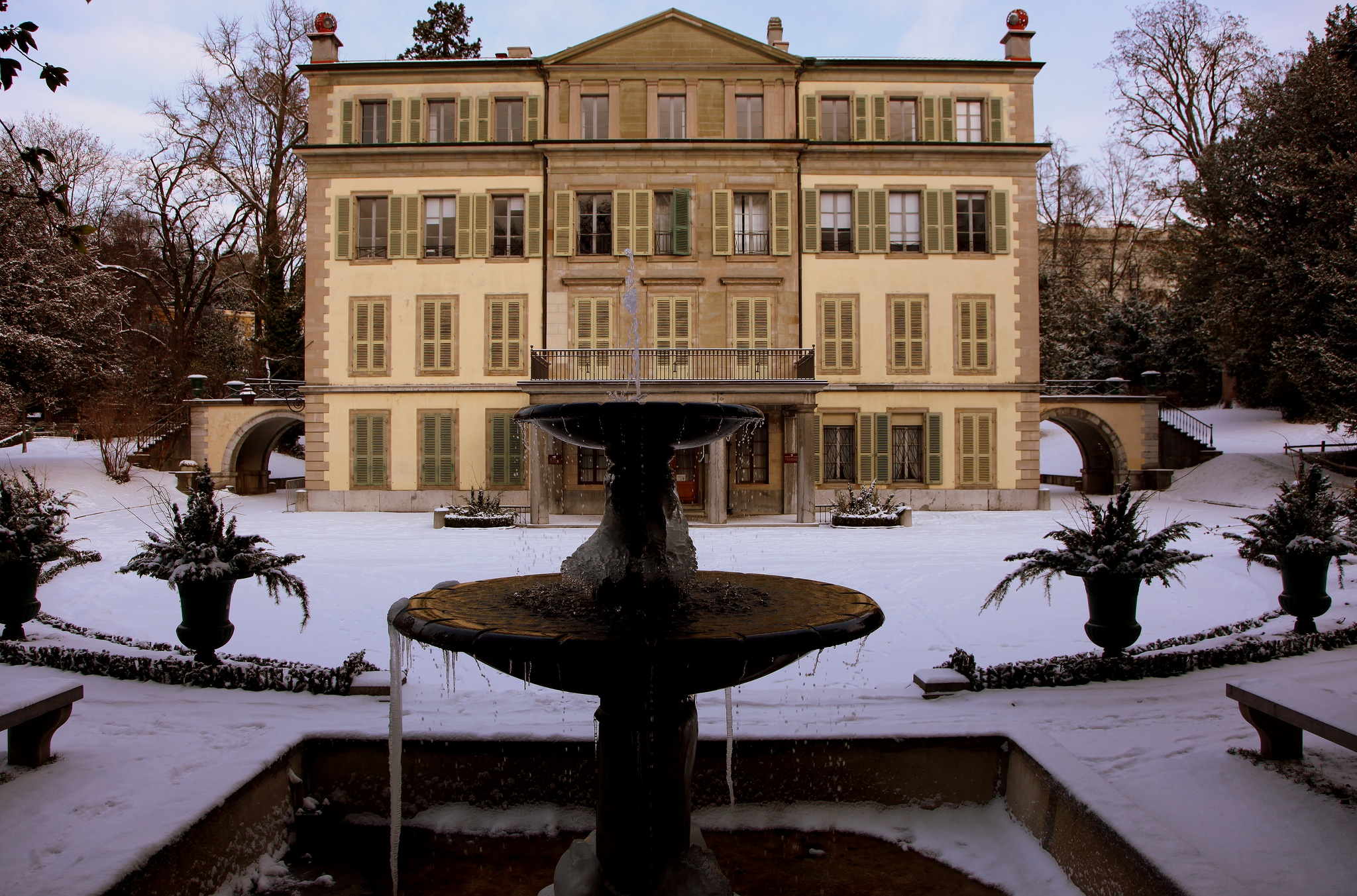
La maison de Mon-Repos, dans le parc de Mon-Repos à Lausanne (Suisse), est le siège du CIO de 1922 à 1967.

Brundage n'est pas payé en tant que président du CIO et ses frais ne sont pas remboursés. Il dépense parfois 50 000 dollars par année pour financer son rôle. En 1960, le CIO n'a presque pas de ressources financières. Il étudie le potentiel des revenus de la télévision dès les Jeux de Melbourne en 1956 mais règle lentement la question et les droits de télévision pour les Jeux de 1960 sont versés au comité d'organisation local ; le CIO ne reçoit que 5 % des 60 000 dollars de revenus. Les comptes des organisateurs révèlent une perte d'argent pour les Jeux olympiques. Le CIO qui aurait reçu une part des bénéfices n'a donc pas d'argent à distribuer aux fédérations sportives, qui demandent un pourcentage des recettes. Les ventes des droits de diffusion deviennent par la suite une source majeure de revenus pour le CIO : ils atteignent 10 millions aux Jeux olympiques d'été de 1968 à Mexico puis 1,2 milliard, bien après la mort de Brundage, aux Jeux d'Athènes en 2004. Préoccupé par l'augmentation des recettes, Brundage avertit les membres du CIO en 1967 : « Au moment où nous manipulons de l'argent, même si nous le redistribuons, il y aura des problèmes... »
Les représentants des comités nationaux rencontrent Brundage et la commission exécutive du CIO de temps en temps, mais beaucoup d'entre eux ressentent qu'ils n'agissent pas pour répondre à leurs préoccupations. Au début des années 1960, de nombreux comités menés par le membre du comité italien Giulio Onesti cherchent à contourner Brundage et le CIO en créant l'Assemblée générale permanente des comités nationaux olympiques (Permanent General Assembly of National Olympic Committees, PGA-NOC). Cette organisation fait face à l'opposition de Brundage et au refus de reconnaissance du CIO. À partir de 1965, elle demande une part des revenus de diffusion et désire que les fédérations internationales fixent les règles sur l'amateurisme à la place du CIO.

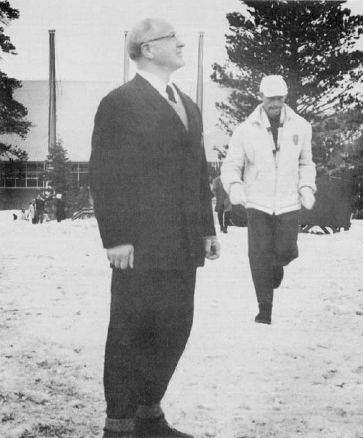
Brundage (à gauche) vérifie les installations de Squaw Valley (États-Unis) pour les Jeux olympiques d'hiver de 1960.

Brundage est d'abord élu en 1952 pour une période de huit ans ; il est réélu à l'unanimité en 1960 pour quatre années supplémentaires. Certains affirmaient qu'il serait opposé à Exeter mais ce dernier n'est pas candidat. Brundage est à nouveau élu en 1964 par un vote annoncé unanime. Les documents de Guttmann indiquent cependant que Brundage a surpassé Exeter de peu. Comme le mandat de Brundage approche son terme en 1968, certains membres du CIO, qui le voient comme rigide ou simplement trop âgé, à 81 ans, pour diriger efficacement l'organisation, demandent son remplacement. Il est pourtant facilement réélu lors de la session de Mexico cette année-là, s'engageant à se retirer en 1972. L'Irlandais Lord Killanin est élu premier vice-président. Killanin, vu comme successeur probable de Brundage, est plus attentif aux préoccupations des comités nationaux et assiste aux réunions de la PGA-NOC. Brundage ne reconnait pas cette organisation mais il établit des comités communs entre le CIO et les comités nationaux pour transmettre les problèmes de ces derniers. Bien que la PGA-NOC n'obtienne pas la reconnaissance du CIO, elle reste une organisation extérieure importante pendant la présidence de Brundage. D'après Guttmann, « Brundage obtient une victoire partielle et Onesti fait face à une défaite partielle. Le CIO est devenu beaucoup plus attentif pour les comités olympiques nationaux et leurs intérêts, et c'est ce qu'Onesti demandait en premier lieu »
Comme Brundage vit à Chicago ou en Californie, la gestion quotidienne de l'organisation au siège de Mon Repos à Lausanne, en Suisse, est supervisée par le chancelier du CIO Otto Meyer. Brundage considère peu à peu que Meyer est trop impétueux, et le licencie en 1964, supprimant cette fonction. Brundage promeut Monique Berlioux au poste de directrice du CIO pour les dernières années de son mandat et se satisfait de ses services. Mon Repos, ancien domicile du fondateur des Jeux olympiques modernes, le baron Pierre de Coubertin, se révèle trop étroit pour le CIO qui doit partager le bâtiment avec la veuve de Coubertin. En 1968, le CIO déplace son siège au Château de Vidy, également à Lausanne.

### Amateurisme
Au cours de sa carrière de dirigeant sportif, Brundage est, selon Guttmann, « incontestablement un idéaliste ». Il conclut souvent ses discours par cette citation de John Galsworthy : « Le sport maintient le drapeau de l'idéalisme au vent en tout temps [...] avec son esprit de respect des règles et de l'adversaire. [...] Si l'esprit du sport, qui est l'esprit du fair-play, règne sur les affaires internationales, [...] la vie humaine émergera de la jungle pour la première fois. »
Brundage estime que cet idéal se réalise au mieux dans le sport amateur : l'athlète, selon lui, devrait concourir « pour l'amour du jeu lui-même sans perspective de récompense ou de salaire », les professionnels faisant partie de l'industrie du divertissement. L'amateurisme, d'après Brundage, exprime le concept d'homme de la Renaissance. Il a des capacités dans de nombreux domaines mais n'est spécialisé dans aucun d'entre eux.
Comme la définition du terme « amateur » varie selon les sports, beaucoup de ses combats concernent l'argent ou les biens qu'un athlète peut accepter en conservant son statut d'amateur. Certains sports sont plus libéraux que d'autres : par exemple, le tennis autorise le remboursement des dépenses jusqu'à 600 dollars par tournoi alors que la boxe permet d'offrir de l'argent comme récompense. La mise en application de ces lois est souvent de la responsabilité des comités nationaux olympiques, et Brundage les trouve moins enthousiastes à faire respecter les règles qu'à la conquête de médailles.

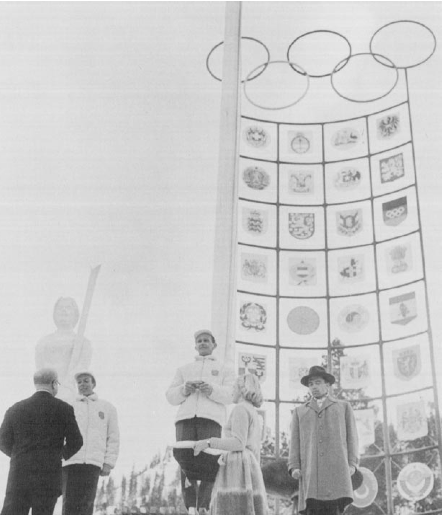
Brundage (en bas à gauche, de face) présente une médaille d'argent au fondeur suédois Rolf Rämgård, à Squaw Valley en 1960.

Tant avant qu'après son élection à la présidence du CIO, Brundage est impliqué dans de nombreuses polémiques concernant la disqualification d'athlètes pour infraction aux règles de l'amateurisme. En 1932, il fait partie d'un comité spécial de l'Association internationale des fédérations d'athlétisme qui disqualifie le coureur finlandais Paavo Nurmi des Jeux de Los Angeles (États-Unis) pour avoir accepté une compensation financière. Aux Jeux olympiques d'hiver de 1948 à Saint-Moritz (Suisse), deux équipes américaines rivales de hockey sur glace, soutenues par différentes organisations, se rendent aux Jeux. Le conflit s'avère compliqué et le CIO vote d'abord l'annulation du tournoi et la suppression du hockey sur glace du programme olympique. Il revient sur sa décision car plusieurs milliers de billets ont déjà été vendus par les organisateurs. L'équipe qui n'est pas soutenue par Brundage est autorisée à participer. En 1972, Brundage exclut le skieur autrichien Karl Schranz des Jeux d'hiver de Sapporo (Japon) pour des activités commerciales, le qualifiant de « panneau d'affichage ambulant ».
Au cours de sa présidence, la position de Brundage sur l'amateurisme est perçue comme de plus en plus dépassée. Les athlètes remarquent en effet que toutes les autres activités sont rémunérées. En 1962, malgré l'opposition de Brundage, le CIO établit des règles autorisant les fédérations sportives à dédommager les athlètes qui ont des personnes à charge,. En 1972, Brundage demande l'annulation des Jeux olympiques d'hiver après ceux de 1976 car ils sont pollués par la commercialisation rampante, particulièrement en ski alpin. Dans son dernier discours au CIO à Munich en 1972, il maintient sa position sur l'amateurisme : « Il n'y a que deux genres de concurrents. Ces individus libres et indépendants qui s'intéressent au sport pour ses bienfaits et ceux qui font du sport pour des raisons financières. La gloire olympique est destinée aux amateurs. »

### Controverses sur des participations nationales

#### Allemagne
Aucune équipe allemande ne peut participer aux Jeux olympiques d'été de 1948 à Londres, au Royaume-Uni, ni aux Jeux d'hiver à Saint-Moritz en Suisse. Brundage est inquiet à l'idée de réintégrer l'Allemagne au mouvement olympique à partir de la formation de l'Allemagne de l'Ouest en 1949. Peu après la création de l'État, le comité national olympique ouest-allemand approche le CIO en cherchant à être reconnu, mais il y a encore beaucoup d'animosité envers l'Allemagne. Juste avant la session du CIO de Vienne en 1951 (Brundage est encore vice-président), l'Allemagne de l'Est crée également un comité olympique qui demande sa reconnaissance. Le comité ouest-allemand demande à représenter l'Allemagne entière, ce qui crée une polémique. Malgré de longues discussions, aucune solution n'est trouvée en 1951 et une session de négociations est prévue à Copenhague, au Danemark, pour février 1952. Les Allemands de l'Est se rendent à Copenhague mais n'assistent pas à la session, annulée par Edström après plusieurs heures d'attente. L'équipe allemande participant aux Jeux cette année-là est entièrement composée d'Allemands de l'Ouest.
En 1954, les Allemands de l'Est reprennent leurs tentatives de reconnaissance. L'année suivante, Brundage ayant reçu l'assurance que le comité olympique est-allemand n'est pas dirigé par le gouvernement, le CIO vote et le reconnaît comme comité national olympique. Il demande en revanche que l'Allemagne de l'Est et de l'Ouest participent aux Jeux dans une seule équipe allemande en 1956. Les Allemands l'Est n'envoient que 37 athlètes qui vivent séparés de leurs homologues de l'Ouest aux Jeux olympiques d'été de 1956 à Melbourne. Pour les Jeux olympiques d'été de Rome en 1960, alors que le CIO continue à demander une équipe unifiée, 141 des 321 athlètes viennent de l'Allemagne de l'Est ; les concurrents des deux États vivent cette fois dans le même quartier du village olympique. À la cérémonie d'ouverture, le président italien Giovanni Gronchi s'émerveille, au plaisir de Brundage, que le CIO ait réussi à réunir les équipes allemandes. Brundage répond : « Dans le sport, nous faisons de telles choses. » Brundage voit la participation allemande comme le symbole du potentiel des Jeux olympiques de surmonter les divisions pour s'unir.
Malgré la construction du mur de Berlin dès 1961, qui augmentent les tensions entre l'Est et l'Ouest, Brundage parvient à maintenir l'équipe unifiée pour les Jeux olympiques d'été de 1964 à Tokyo, au Japon. Les Allemands de l'Est, soutenus par les membres du CIO originaires d'Europe de l'Est, souhaitent cependant avoir leur propre équipe. La Fédération internationale d'athlétisme amateur (dirigée par le marquis d'Exeter, ancien Lord Burghley) reconnaît une équipe est-allemande séparée à partir des Championnats d'Europe d'athlétisme 1966, ce qui représente un progrès important dans leur quête. Les Allemands de l'Est font de leur mieux pour obtenir le soutien de Brundage et, à la session du CIO de Mexico en 1968, ils reçoivent une place de membre à part entière. Ils peuvent participer aux Jeux avec leur propre équipe et leur propre drapeau, sous lequel ils apparaissent quatre ans plus tard en Allemagne de l'Ouest lors des Jeux olympiques de Munich. Brundage soutient finalement une équipe est-allemande individuelle tout en considérant cette séparation comme une défaite pour les idéaux olympiques.

#### Union soviétique
La Russie tsariste a envoyé des athlètes aux Jeux olympiques mais l'Union soviétique refuse d'y participer dès sa formation en 1922 car elle considère que les Jeux olympiques sont bourgeois. Dès 1923, le CIO tente d'attirer l'Union soviétique ; Brundage fait une visite en URSS en 1934. Il est impressionné par les progrès effectués depuis son voyage de 1912. Malgré son anticommunisme, Brundage veut que les Russes rejoignent le mouvement olympique. D'après Guttmann, « quand Brundage a dû choisir entre son hostilité face au communisme et son engagement pour l'idéal de l'universalité olympique, il a choisi ce dernier. Il voulait les Russes aux Jeux olympiques, communistes ou non. »
Pendant la Seconde Guerre mondiale, Brundage écrit à d'autres membres du CIO pour dire qu'il n'a aucune opposition contre l'implication soviétique dans le sport international, ni contre une représentation au CIO. Le CIO demande qu'un comité national soit indépendant du gouvernement ; des préoccupations concernant l'indépendance d'un éventuel comité soviétique sont exprimées. Ce problème n'est pas propre aux pays communistes puisque plusieurs pays d'Amérique latine impliquent les comités nationaux dans leur structure politique : un officiel nomme le président du comité qui peut même être le dirigeant politique du pays. Ce mélange entre le sport et la politique inquiète Brundage.
Dès 1946, l'Union soviétique rejoint les fédérations internationales ; son comité olympique est reconnu par le CIO en 1951 et elle participe aux Jeux olympiques dès l'année suivante. Peu de dirigeants sportifs soviétiques sont connus au niveau international ; le CIO a donc peu d'autres choix que d'accepter les candidats du gouvernement de l'URSS. Les membres soviétiques croient au sport, et sont entièrement fidèles à leur nation et à leurs idéaux communistes. Ils deviennent rapidement les leaders des membres du CIO de l'Europe de l'Est, qui votent comme eux. Brundage fait une visite en URSS à l'invitation des Soviétiques, mais à ses frais, en 1954. Il estime que le programme national d'éducation physique « crée la plus grande armée d'athlètes que le monde ait porté », avertissant (comme il le fera souvent dans les années 1950) qu'en comparaison les Américains sont mous et en mauvaise condition physique. Le point de vue de Brundage, souvent exprimé dans la presse, est que l'éducation physique et le sport de compétition sont mis en place avec plus d'enthousiasme en Union soviétique qu'aux États-Unis. D'après le compte-rendu écrit par David Maraniss sur les Jeux de Rome en 1960, l'admiration de Brundage pour le programme sportif de l'Union soviétique « reflète en quelque sorte sa réaction après sa rencontre avec l'Allemagne nazie deux décennies plus tôt ».
À son retour, il écrit dans un article pour The Saturday Evening Post qu'il a confronté les officiels soviétiques à des informations de transfuges. Ceux-ci affirment que l'URSS fait fonctionner des camps d'entraînement permanents et donne des incitations financières aux athlètes. Il répète la réponse soviétique, qui met en doute l'honnêteté des transfuges : « Ces hommes sont des déserteurs, des traîtres. Auriez-vous eu confiance en leurs propos s'ils avaient été des Américains retournés contre votre pays ? » Brundage ne commente pas cette réponse et une controverse éclate dans la presse ; il est accusé d'avoir été trompé par les Soviétiques.
Malgré la contradiction évidente entre l'amateurisme et le système soviétique dans lequel les athlètes reçoivent de l'argent, du travail et un logement payés par l'État, Brundage n'agit pas contre l'URSS ou d'autres nations d'Europe de l'Est ayant des systèmes similaires. Quand il est questionné sur ce point, il soutient que les nations occidentales commettent des abus similaires. Il cite les bourses d'études accordées aux athlètes comme exemple. Le système soviétique reste donc en place, mais les pays occidentaux réagissent en augmentant le soutien de l'État aux sportifs.

#### Chine et Taïwan
La République de Chine, qui gouvernait alors la Chine continentale, a rejoint le mouvement olympique en 1924. La fédération nationale chinoise d'athlétisme amateur est en effet reconnue par le CIO en tant que comité olympique chinois cette-année-là. La République de Chine participe aux Jeux olympiques de 1932 à Los Angeles ainsi qu'à ceux de Berlin quatre ans plus tard et à ceux de Londres en 1948. Quand les communistes sortent victorieux de la guerre civile chinoise et établissent la République populaire de Chine (RPC) en 1949, la plupart des membres du comité national olympique fuient le continent pour l'île de Taïwan. La Chine a donc deux comités olympiques rivaux, un sur le continent et un à Taïwan, qui revendiquant tous les deux la représentation de la Chine entière au CIO,.
Cette question prend de l'importance en 1952, car le comité olympique de la Chine continentale (la Fédération athlétique chinoise), se considérant comme le prolongement du comité d'avant 1949, annonce au CIO son désir de participer aux Jeux olympiques d'Helsinki, en Finlande. Les Taïwanais proposent aussi d'envoyer une équipe. C'est en contradiction avec les règles du CIO indiquant qu'un seul comité peut représenter un pays ; les deux groupes chinois sont réticents à négocier avec l'autre ou à envoyer une équipe commune. Après de longues délibérations, le CIO décide que si l'un des comités est reconnu par la fédération internationale d'un sport, il pourra envoyer des participants aux Jeux pour les épreuves de ce sport. En signe de protestation, Taïwan renonce aux Jeux ; la RPC envoie une équipe à Helsinki, qui arrive cependant dix jours après le début des Jeux. Le CIO décide d'autoriser les athlètes de la RPC à participer. Brundage proteste contre le fait d'autoriser des athlètes à prendre part aux Jeux avant la reconnaissance de leur comité national, mais il n'est pas écouté par ses collègues,.
En 1954, le CIO, après un vote serré, reconnait les deux comités et leur permet de participer aux Jeux olympiques de Melbourne en 1956. Seul le comité de la RPC accepte initialement, mais le comité taïwanais change d'avis et décide d'envoyer une équipe aux Jeux ; les continentaux se retirent donc en signe de contestation. Brundage estime que le CIO doit accepter le comité de la RPC puisqu'il est reconnu et qu'il a garanti que les règles d'éligibilité sont respectées. Il est frustré par la controverse qui continue, considérant ce conflit comme un égarement dans l'objectif de faire avancer le mouvement olympique.
Comme leurs tentatives d'exclure les Taïwanais échouent, les continentaux se retirent du CIO. L'année suivante, le CIO décide que les Taïwanais ne peuvent pas participer aux Jeux sous le nom de « Comité olympique de la République de Chine » ; ils doivent concourir sous un nom qui ne suggère pas qu'ils dirigent le sport chinois. Brundage et Exeter défendent tous les deux ce règlement interdisant ce qu'ils comparent à un « comité olympique italien » ne représentant que la Sicile. La presse l'interprète comme l'exclusion de la Chine nationaliste du mouvement olympique et, pendant une année, Brundage pourtant anticommuniste se fait accuser d'être un partisan du communisme,. Les officiels taïwanais décident de participer aux Jeux de Rome en 1960 ; ils espèrent obtenir la première médaille olympique chinoise et croient que la présence continue de leur comité national olympique aidera à garder la Chine continentale en dehors des Jeux. Les Taïwanais participent sous le nom de Formose (autre nom pour désigner Taïwan), et font sensation en montrant brièvement un panneau « Under Protest » (à contrecœur) pendant la cérémonie d'ouverture. Quand le décathlonien Yang Chuan-Kwang reçoit sa médaille d'argent, il n'est pas autorisé à utiliser le drapeau de la Chine nationaliste,.
Brundage, au cours de son mandat, se rapproche lentement de la position des membres du CIO de l'Europe de l'Est. Ils estiment que l'essentiel est de reconnaître la Chine continentale, Taïwan étant moins important. Bien que les Chinois continentaux soient invités par les organisateurs des Jeux de Munich en 1972 à envoyer une délégation observatrice (ils refusent à cause de la présence taïwanaise), ce n'est qu'en 1975, après la fin de la présidence de Brundage, que la RPC demande à rejoindre le mouvement olympique. Elle participe à nouveau aux Jeux olympiques d'hiver de 1980 à Lake Placid puis aux Jeux olympiques d'été de 1984 à Los Angeles (tous les deux aux États-Unis). Les Taïwanais participent sous le nom de République de Chine en 1968 et en 1972. Lorsque le CIO refuse qu'ils participent sous ce nom en 1976, après la mort de Brundage, ils boycottent les Jeux de 1976 et 1980. Ils y participent dès 1984 sous le nom de Taipei chinois.

#### Afrique du Sud et Rhodésie
À la fin des années 1950, les protestations contre le régime de l'apartheid en Afrique du Sud augmentent et demandent son exclusion du sport international. En 1956, des nouvelles règles gouvernementales demandant des épreuves séparées pour les blancs et les non-blancs ; les non-blancs reçoivent de moins bonnes installations. Brundage s'oppose d'abord à une action du CIO. L'approche des Jeux olympiques de 1960 à Rome (Italie) est agitée en Afrique du Sud, avec le massacre de Sharpeville et la répression du Congrès national africain. Des activistes tentent de persuader Brundage que l'Afrique du Sud doit être exclue des Jeux. Brundage répète les paroles des dirigeants sportifs sud-africains : tous les citoyens peuvent concourir pour une place dans l'équipe olympique et les Sud-Africains non-blancs ne sont tout simplement pas assez forts.
Le mouvement en faveur d'un boycott est alimenté par un grand nombre de nations africaines devenues indépendantes à la fin des années 1950 ou au début des années 1960. Pour éviter que les nouvelles nations ne submergent les fédérations internationales, Brundage propose aux fédérations d'adopter des systèmes de vote pondérés qui donnent aux membres plus anciens un pouvoir disproportionné. Certaines d'entre elles mettent en place cette règle. En 1962, après la suspension de l'Afrique du Sud de la Fédération internationale de football association (FIFA), Brundage estime que les politiques racistes de l'Afrique du Sud sont incompatibles avec les idéaux du mouvement olympique. Lors d'une session en 1963 à Baden-Baden, en Allemagne (déplacée de Nairobi car les officiels kényans refusent d'accorder des visas aux représentants sud-africains), le CIO vote la suspension de l'Afrique du Sud des Jeux olympiques à moins que le comité national et le gouvernement adoptent des politiques non-discriminatoires concernant la sélection olympique. Cela n'est pas le cas, et l'Afrique du Sud ne participe pas en 1964. En 1968, Brundage et le CIO invitent une équipe sud-africaine (qui serait soi-disant multiraciale) aux Jeux de Mexico. Sous la menace d'un boycott et face à la preuve que les Sud-Africains ne respectent pas leurs engagements, ils annulent cette décision.
Le CIO, lors de sa session d'Amsterdam en 1971, décide de ne plus reconnaître le comité olympique sud-africain. Brundage espérait garder l'Afrique du Sud dans le mouvement olympique, mais il pense que les partisans de son expulsion auront plus de soutien. L'Afrique du Sud ne retourne pas aux Jeux olympiques avant ceux de 1992 à Barcelone (Espagne), après la fin de l'apartheid.
Un problème parallèle concerne la Rhodésie (futur Zimbabwe), colonie britannique ayant unilatéralement déclaré son indépendance en 1965. La Rhodésie a un gouvernement de la minorité blanche. En mai 1968, le Conseil de sécurité des Nations unies condamne ce gouvernement et demande aux nations de ne pas reconnaître ses passeports ; le gouvernement mexicain, prêt à accueillir les Jeux olympiques plus tard dans l'année, se conforme à cette demande. Le CIO croit d'abord que les installations sportives de la Rhodésie ne sont pas discriminatoires malgré les politiques du gouvernement. L'équipe de 16 membres envisagée pour les Jeux olympiques compte deux athlètes noirs. Brundage soutient donc la participation rhodésienne à Mexico, mais le CIO n'est pas d'accord avec lui. Pour Munich en 1972, le CIO décide d'autoriser la participation des Rhodésiens en tant que sujets britanniques, ce qu'ils sont effectivement selon les lois internationales. Les nations africaines menacent à nouveau de boycotter les Jeux, et, à sa session de Munich en 1972, le CIO décide après un vote serré d'exclure les Rhodésiens. Brundage est furieux après cette décision ; il estime que le CIO a cédé au chantage. En 1974, après la fin de la présidence de Brundage, le CIO trouve la preuve de la ségrégation dans les installations sportives en Rhodésie et annule par la suite la reconnaissance de son comité national. La Rhodésie retourne aux Jeux olympiques en 1980 sous le nom de Zimbabwe, reconnu indépendant.

### Manifestations politiques de Mexico
L'année 1968 est agitée aux États-Unis, avec notamment des émeutes et l'assassinat de Martin Luther King, militant pour les droits civiques des Noirs. Avant les Jeux olympiques organisés à Mexico en octobre 1968, des Afro-Américains, menés par l'activiste Harry Edwards, recommandent de boycotter les Jeux. Ils trouvent peu de soutien parmi les athlètes, réticents à gaspiller des années d'efforts. L'atmosphère devient encore plus tendue après des troubles à Mexico qui provoquent des dizaines de morts dix jours avant le début des Jeux.
Il existe des tensions raciales entre les athlètes noirs américains et leurs homologues blancs. Un coureur noir, Tommie Smith, déclare aux journalistes le 15 octobre : « Je ne veux pas que Brundage me remette une médaille. ». Le lendemain, Smith remporte le 200 mètres et John Carlos, également afro-américain, obtient la médaille de bronze. Les deux athlètes, après avoir reçu leur médaille du président de l'Association internationale des fédérations d'athlétisme Lord Exeter, et pendant que l'hymne national américain est joué, lèvent leurs poings avec des gants noir, la tête vers le bas, en soutien au Black Power. Le comité olympique américain ne fait d'abord que les réprimander, mais il les exclut de l'équipe et du village olympique sous la pression du CIO. D'autres Afro-Américains manifestent : trois d'entre eux qui remportent les trois médailles du 400 mètres, menés par le champion olympique Lee Evans, portent des bérets noirs pendant l'hymne (ils ne sont pas punis par leur comité national) alors que le boxeur George Foreman, vainqueur dans la catégorie poids lourds, agite un drapeau américain autour du ring et, avec d'autres boxeurs de son pays, invite Brundage à leur célébration. Le commentaire de Brundage à propos de l'affaire Smith-Carlos est le suivant : « Les mentalités perverties et les personnalités fêlées semblent être partout et impossibles à éliminer. »,. Le rapport officiel du comité olympique américain ne contient aucune photo de Smith et Carlos avec leurs gants levés ; le film officiel du comité d'organisation des Jeux montre en revanche des images de la cérémonie. Brundage, qui qualifie l'incident de « sale manifestation contre le drapeau américain par des négros », conteste en vain leurs intégration au film.

### Munich 1972
Lors de la session d'août 1972 à Munich, en Allemagne, au cours de laquelle les Rhodésiens sont exclus de la compétition, Killanin est élu à la présidence du CIO. Brundage soumet un bulletin blanc, car il considère l'Irlandais comme un intellectuel qui n'a pas la force de caractère nécessaire au maintien de l'unité du mouvement olympique.

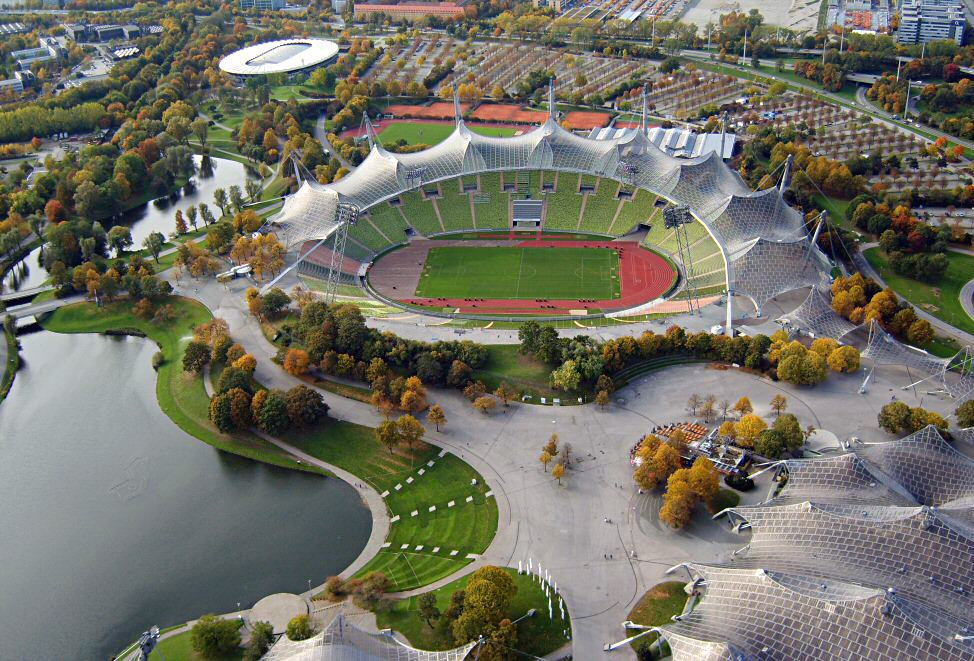
Le stade olympique de Munich, où Brundage prononce son discours le 6 septembre 1972.

Brundage espère que les Jeux de Munich le soulageront de sa défaite sur la question rhodésienne. Munich est une de ses villes préférées, et les heitere Spiele (Jeux joyeux) sont censés effacer des mémoires les Jeux de Berlin en 1936. Cela semble être le cas au début des Jeux puisque les prouesses sportives, comme celles de la gymnaste Olga Korbut et du nageur Mark Spitz, captivent le public. Au matin du 5 septembre 1972, des terroristes palestiniens du groupe Septembre noir entrent dans le village olympique et prennent onze Israéliens en otages, demandant la libération des centaines de Palestiniens prisonniers en Israël. Brundage, une fois informé, se précipite au village olympique où il discute avec les représentants des autorités allemandes et bavaroises au cours de la journée. Il joue selon Guttmann un rôle modeste dans les discussions. Les officiels allemands transfèrent les otages et leurs ravisseurs à la base aérienne de Fürstenfeldbruck, où la police nationale et des troupes essaient de libérer les otages le soir-même. Cette tentative est un échec ; les neuf otages restants (deux d'entre eux ont été assassinés plus tôt dans la journée) et trois de leurs assaillants sont tués dans la confrontation.
Avant cette malheureuse tentative de sauvetage, les officiels du CIO discutent. Killanin et d'autres officiels étaient à Kiel pour une course de voile ; ils se rendent rapidement à Munich. Juste avant 16 heures, Brundage annule les dernières épreuves du jour et annonce une cérémonie commémorative en l'honneur des deux otages déjà assassinés pour le matin suivant. De nombreux dirigeants olympiques sont critiques envers Brundage pour sa participation dans les discussions avec le gouvernement, estimant que cela devrait être traité par les autorités et le comité d'organisation local. En revanche, ils soutiennent tous la cérémonie commémorative, prévue pour le lendemain dans le stade olympique de Munich. À ce moment-là, devant le public du stade et des millions de téléspectateurs, Brundage présente ce que Guttmann appelle « le credo de sa vie » :

« Toute personne civilisée plonge dans l'horreur après l'intrusion criminelle barbare de terroristes dans l'environnement olympique pacifique. Nous pleurons nos amis israéliens, victimes de cet assaut brutal. Le drapeau olympique et les drapeaux du monde entier sont en berne. Malheureusement, dans ce monde imparfait, plus grands et plus importants les Jeux olympiques deviennent, plus ils sont ouverts aux pressions commerciales, politiques et maintenant criminelles. Les Jeux de la 20e olympiade ont été exposés à deux attaques sauvages. Nous avons perdu la bataille rhodésienne contre le chantage politique. Nous n'avons que la force d'un grand idéal. Je suis sûr que le public approuvera que nous ne pouvons laisser une poignée de terroristes détruire ce noyau de coopération internationale et la bienveillance que nous avons envers le mouvement olympique. Les Jeux doivent continuer et nous devons continuer nos efforts pour les garder clairs, purs et honnêtes et essayer d'étendre l'esprit du sport à d'autres domaines. Nous déclarons qu'aujourd'hui est un jour de deuil et que nous reporterons toutes les épreuves d'un jour,. »

La foule applaudit le discours de Brundage ; d'après le journal Stars and Stripes, « La phrase de Brundage « les Jeux doivent continuer » a évacué une grande partie de la lourde tristesse qui s'est répandue dans Munich depuis mardi matin [le 5 septembre, jour de l'attaque],. » Killanin, après la fin de son mandat à la présidence du CIO, déclarera :  mais que la question de la Rhodésie aurait dû être mentionnée à un autre moment. D'après le futur vice-président du CIO Dick Pound, l'évocation de la question rhodésienne dans le discours « a été universellement condamnée, et Brundage quitte son poste sous une pluie de critiques qui ont détruit une vie de travail de bonne intention dans le mouvement olympique ». Brundage écrit par la suite qu'il ne voulait pas insinuer que la décision de l'exclusion des Rhodésiens, selon lui une « affaire purement sportive », est comparable au meurtre des Israéliens. D'après Alfred Senn dans son histoire des Jeux olympiques, la décision de poursuivre les Jeux est accueillie négativement par de nombreux observateurs ; le journaliste sportif Red Smith du New York Times en fait partie :

« Cette fois, sûrement, certains pensaient qu'ils allaient recouvrir le sable et mettre les blocs de côté. Mais non. « Les Jeux doivent continuer », a déclaré Brundage, et 80 000 auditeurs ont applaudi. La cérémonie commémorative d'hier pour onze membres de la délégation olympique israélienne assassinés par des terroristes palestiniens était le grand événement. Cela ressemblait plus à une réunion d'étudiants avant un match,. »

## Retraite et décès

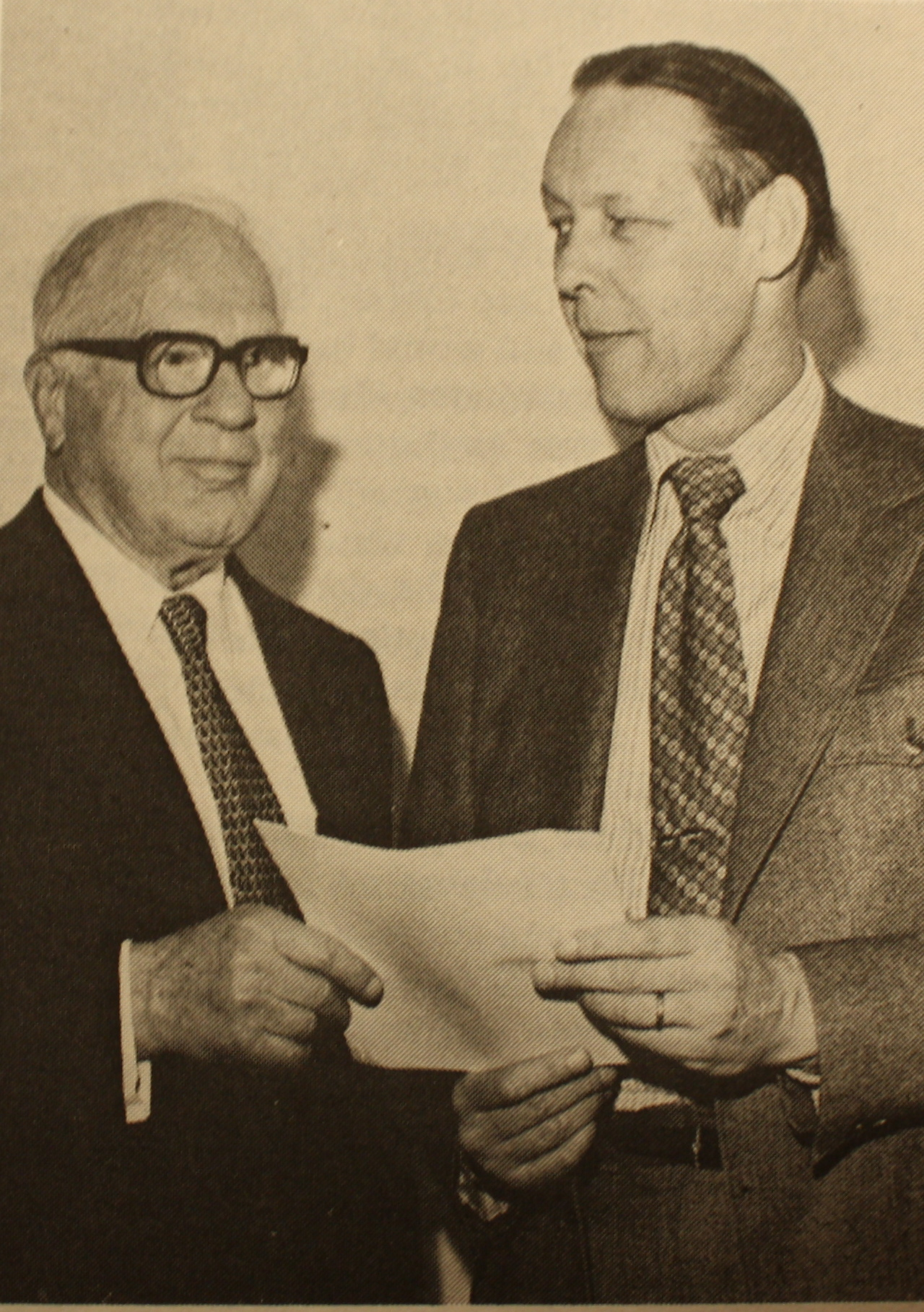
Brundage (à gauche) et le président de l'université de l'Illinois John Corbally, annoncent les bourses Avery Brundage en 1974.

Après les Jeux d'été de 1972, Brundage se retire de la présidence du CIO. Les informations sur l'état d'esprit de Brundage à sa retraite diffèrent. La directrice du CIO Monique Berlioux déclare qu'il viendra au Château de Vidy pour répondre au téléphone ou lire les lettres et aider Lord Killanin. D'après Berlioux, Brundage l'a appelée de Genève pour lui demander de l'y rejoindre de temps en temps. Ils ont marché des heures dans les rues, se parlant peu. Serviteur de Brundage pendant des années, Frederick Ruegsegger décrit un Brundage différent, tranquille, qu'il compare à un empereur japonais à la retraite.
Atteint de la cataracte et du glaucome, Brundage subit une opération en janvier 1974. Les dispositions nécessaires ont été initialement faites par le protégé de Brundage, le membre espagnol du CIO Juan Antonio Samaranch, président du CIO dès 1980. Au dernier moment, Brundage annule l'intervention et choisit de se faire opérer à Munich, près de la maison qu'il a acquise à Garmisch-Partenkirchen, site des Jeux olympiques d'hiver de 1936. Après un mois et demi, Brundage est libéré de l'hôpital. La question de savoir si la vue de Brundage a été améliorée n'est pas tranchée, sa femme affirmant qu'oui et Ruegsegger soutenant le contraire. Devenu fragile, à l'âge de 87 ans, il effectue un dernier voyage en Extrême-Orient avec sa femme. Malgré les efforts des responsables olympiques faits en son nom, il ne reçoit pas d'invitation pour la Chine continentale, d'où provient la plupart de l'art qu'il affectionne. En avril 1975, Brundage est admis à l'hôpital de Garmisch-Partenkirchen avec de la grippe et une toux sévère. Il y meurt d'un arrêt cardiaque le 8 mai 1975. Il est enterré au cimetière de Rosehill à Chicago.
Dans son testament, Brundage destine ses biens à sa femme et à Ruegsegger et prévoit plusieurs legs à des associations caritatives,. Il laisse ses documents et ses souvenirs à l'université de l'Illinois ; il a déjà donné 350 000 dollars pour financer des bourses destinées à des étudiants intéressés à la compétition sportive.

## Vie personnelle et carrière professionnelle

### Famille
En 1927, à l'âge de 40 ans, Brundage épouse Elizabeth Dunlap, fille d'un banquier de Chicago âgée de trois ans de moins que lui. Elle est une soprano qualifiée, un talent qu'elle présente aux visiteurs au domicile des Brundage. Elle s'intéresse beaucoup à la musique classique, passion qui n'est pas partagée par son mari. En effet, il décrit ainsi une représentation de Die Walküre de Richard Wagner : « Cela a commencé à 7 heures, à 10 heures j'ai regardé ma montre et elle indiquait exactement 8 heures ». Elizabeth Brundage meurt à l'âge de 81 ans en 1971.
Brundage a un jour plaisanté en disant qu'il voudrait épouser une princesse allemande. Cela se passe effectivement en juin 1973, quand il se marie avec la princesse Mariann Charlotte Katharina Stefanie von Reuss (1936–2003), fille de Heinrich XXXVII, prince de Reuss-Köstritz. Von Reuss a travaillé comme interprète pendant les Jeux de Munich ; elle dit avoir rencontré Brundage en 1955, à 19 ans. Quand les journalistes interrogent Brundage à propos de leur différence d'âge de 48 ans, il répond qu'il paraît jeune pour son âge et qu'elle est mature pour le sien, et qu'au lieu de 85 et 37 ans, cela ressemble plus une différence entre 55 et 46 ans. Ruegsegger, serviteur de Brundage pendant des années, refuse d'être garçon d'honneur à leur mariage. Il déclare après la mort de Brundage que le couple a dissipé une grande partie de sa fortune en dépensant sans compter. Guttmann note cependant que certaines de ces dépenses étaient des biens immobiliers, qui peuvent être considérés comme des investissements.
Avery Brundage n'a d'enfant avec aucune de ses deux femmes. Dans les années 1950, il a cependant deux fils hors mariage avec sa maîtresse finlandaise, Lilian Dresden. Il ne s'agit que d'une de ses nombreuses liaisons. Les enfants naissent en 1951 et en 1952, à l'époque où on envisage d'élire Brundage à la présidence du CIO. Bien qu'il reconnaisse sa paternité en privé, il prend grand soin de dissimuler l'existence de ses enfants, inquiet que la révélation de ses relations extraconjugales ne réduise ses chances d'être élu : il demande que son nom n'apparaisse pas sur le certificat de naissance. Brundage rend de temps en temps visite à ses fils dans les années 1950. Il ne leur parle que par téléphone dans les années 1960 et ne les contacte plus par la suite. Il établit un fonds pour l'éducation et le départ dans la vie des enfants. Après sa mort, non nommés dans son testament, ils demandent une partie de l'héritage et obtiennent une petite donation.

### Carrière dans la construction

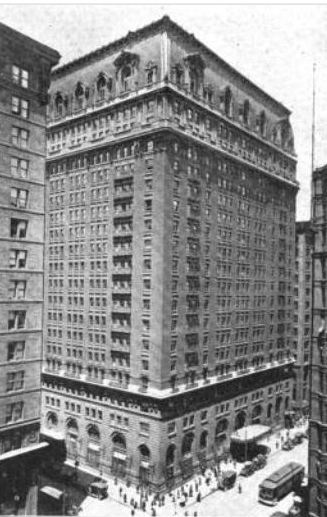
Brundage possède le La Salle Hotel de Chicago pendant de nombreuses années.

Après sa fondation en 1915, une grande partie des contrats de l'Avery Brundage Company proviennent du gouvernement pendant la guerre. Brundage postule en vain pour une commission de l'armée américaine. Il est cependant membre de la Construction Division Association, composée d'hommes qui construisent des installations pour l'armée, après la guerre. Il en devient par la suite le président de 1926 à 1928.
Dans les années 1920, Brundage et son entreprise deviennent très actifs dans la construction de grands immeubles d'appartements à Chicago. Ils utilisent des méthodes de construction rapides, qui permettent aux clients de bénéficier plus rapidement d'un retour sur investissement. Par exemple, les appartements Sheridan-Brompton (1924) dominant le Lincoln Park sont construits en cinq mois, ce qui permet aux propriétaires de commencer à percevoir des loyers de 40 000 dollars par mois et d'arrêter de payer des prêts hypothécaires de 15 000 dollars mensuels. Souvent, l'Avery Brundage Company est impliquée dans la propriété d'appartements : 3800 Sheridan Road, un bâtiment de 17 étages d'un coût de 3 180 000 dollars construit en 1927, est possédé par une entreprise dont le président et trésorier est Chester Brundage, le petit frère d'Avery. Il est construit en huit mois à l'aide d'une installation qui permet de mélanger le béton sur place. Cette structure temporaire fournit aussi de l'espace pour les bureaux de l'administration. La construction d'hôtels représente une autre source de revenus pour Brundage ; il est souvent payé en actions dans la nouvelle installation. Le président d'une entreprise de génie spécialisée dans les grandes structures qualifie les méthodes de Brundage utilisées pour le Shoreham Hotel de « progressistes, dynamiques [et] modernes » ainsi que « simples et honnêtes ».
En 1923, Brundage construit une grande usine d'assemblage au Sud de Chicago pour le constructeur automobile Ford. Avec un coût de quatre millions de dollars et une surface de 6,5 hectares sous un seul toit, c'est le plus grand bâtiment industriel construit par Brundage. Terminée après 10 mois, la nouvelle installation contribue à répondre à la demande nationale d'automobiles Ford T et atteint une production annuelle de 154 244 véhicules en 1950. Une usine de Hubbard & Co. est bâtie en 125 jours malgré un hiver inhabituellement rude à Chicago. Bien que Brundage ait déclaré éviter les travaux publics à cause de la corruption, il construit le viaduc de la 23e rue dans le cadre du projet de développement du Sud de Chicago pour un coût de deux millions de dollars. En 1925, l'Avery Brundage Company est acclamée pour sa vitesse, son innovation et sa qualité, et a une masse salariale de 50 000 dollars par semaine.
Bien que le début de la Grande Dépression en 1929 provoque un coup dur pour l'entreprise de Brundage, il reconstruit sa richesse grâce à des investissements dans l'immobilier ; il accepte des intérêts dans les bâtiments qu'il a construits à la place des paiements que les propriétaires ne peuvent assurer. Il déclare plus tard : « Vous n'avez pas besoin d'être un magicien » pour « acheter des actions et des obligations dans des sociétés en déclin au taux de quelques cents par dollar et attendre. C'est juste un peu de chance. » D'après l'historien et archiviste Maynard Brichford, Brundage « a émergé des années difficiles de dépression avec un revenu annuel considérable, une bonne réputation et d'excellents investissements ». En conséquence de sa clairvoyance, Brundage possède une fortune estimée à 25 millions de dollars en 1960.
Le La Salle Hotel de Chicago, construit en 1908, est un investissement majeur de Brundage. Il conclut en 1940 le premier bail portant sur ce bâtiment situé au cœur du Loop et du quartier financier de la ville ; il l'achète par la suite. En 1946, l'hôtel est gravement endommagé par le feu et il dépense environ 2,5 millions pour le réorganiser et le moderniser. Brundage y vit pendant son mandat de président du CIO, l'hôtel devient donc connu dans milieu du sport international. Il le vend en 1970, mais le récupère ensuite car l'acheteur n'arrive pas à effectuer les paiements demandés.

### Collectionneur d'art et bienfaiteur

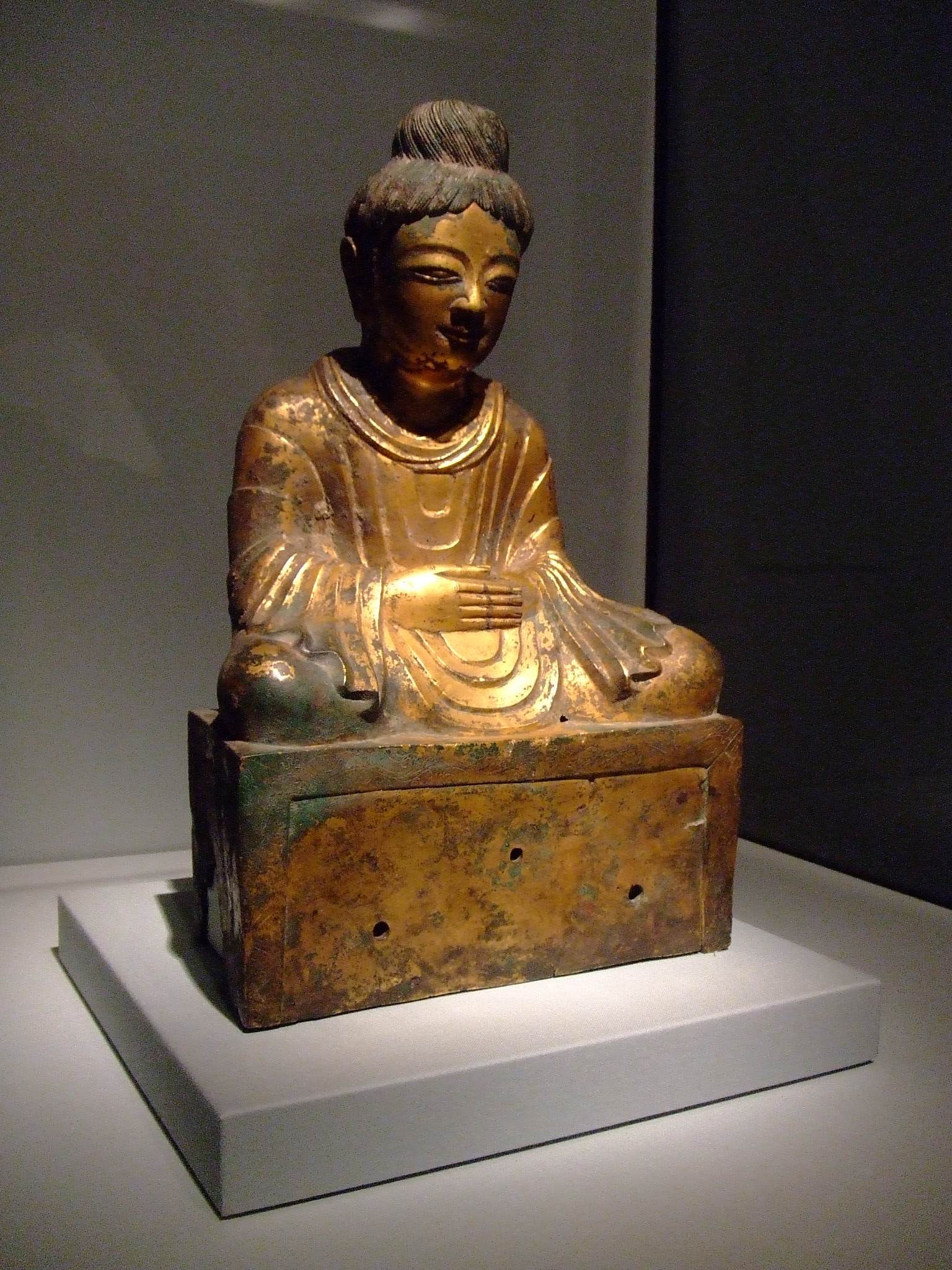
Un Bouddha chinois du IVe siècle, ancienne propriété de Brundage située actuellement au musée d'art asiatique de San Francisco.

L'intérêt de Brundage pour l'art asiatique prend son origine dans une exposition d'art chinois à la Royal Academy de Londres au début de l'année 1936, après les Jeux olympiques de Garmisch-Partenkirchen. Il y reste une semaine avec sa femme et tombe amoureux de l'art de l'Extrême-Orient. Il commence sa collection lors de leur voyage de deux semaines au Japon en avril 1939, durant lequel ils visitent Yokohama, Kyoto, Osaka, Nara et Nikkō. Ils se rendent ensuite à Shanghai et Hong Kong, mais à cause de la Guerre sino-japonaise, ils ne peuvent pas continuer leur visite de la Chine continentale. Brundage n'aura plus l'occasion de s'y rendre, ce qu'il regrettera toute sa vie.
Dès son retour aux États-Unis, Brundage ambitionne de devenir un grand collectionneur d'art asiatique. La situation instable incite de riches Chinois à vendre des objets de famille et les prix diminuent, ce qui en fait un moment idéal pour les collectionner. Il achète beaucoup de livres sur l'art asiatique, affirmant dans une interview qu'« une bibliothèque importante est un outil indispensable ». Après l'entrée des Américains dans la Seconde Guerre mondiale, les stocks des marchands japonais aux États-Unis sont confisqués ; Brundage parvient à acquérir les meilleurs objets. Les marchands le voient prêt à dépenser de l'argent, mais il est très bien informé et dur négociateur. Il se fait rarement escroquer et n'est pas découragé par les quelques contrefaçons qu'il achète. Dans son article sur Brundage écrit en 1948 pour Life, Butterfield note que « sa collection est vue comme une des plus grandes et des plus importantes de toutes celles qui sont en mains privées dans ce pays ».
Brundage engage le Français René-Yvon Lefebvre d'Argencé, alors professeur d'arts asiatiques à l'université de Californie, comme conservateur de sa collection et conseiller pour ses nouvelles acquisitions. Ils passent un accord sur le fait qu'aucun achat ne soit fait sans qu'ils l'approuvent tous les deux. Ils construisent une collection de jade qui va de la période néolithique à l'ère moderne ; ils achètent également des centaines de bronzes chinois, japonais et coréens, pour la plupart des Bouddhas et des Bodhisattvas. Huizong, empereur chinois de la dynastie Song au XIIe siècle, est le peintre que Brundage admire le plus ; il n'arrive cependant pas à obtenir une de ses œuvres. Brundage achète quelquefois des pièces sorties clandestinement de leur pays d'origine pour les y rapporter. Quand il vend une pièce, c'est plus souvent parce qu'il ne l'apprécie plus artistiquement que pour réaliser un profit. En 1954, un relevé préparé pour Brundage évalue la valeur de sa collection à plus d'un million de dollars. En 1960, Robert Shaplen, dans un article sur Brundage publié dans The New Yorker, écrit que, pendant ses voyages en tant que président du CIO, il trouve toujours du temps pour rencontrer des marchands d'art et rapporte que sa collection est estimée à 15 millions de dollars.
Jusqu'à la fin des années 1950, Brundage s'inquiète de plus en plus de ce qu'il fera de sa collection. Ses appartements à Chicago et en Californie sont si remplis d'œuvres d'art que les pièces les moins précieuses sont stockées sous les lits, dans des boîtes à chaussures. En 1959, Brundage accepte d'offrir une partie de sa collection à la ville de San Francisco. L'année suivante, les citoyens adoptent une obligation de 2 725 000 dollars pour construire un bâtiment pour cette donation : le musée d'art asiatique de San Francisco, ouvert dans le Golden Gate Park en 1966. En 1964, un feu détruit de nombreuses œuvres dans sa maison de Californie, « La Piñeta », près de Santa Barbara. Brundage fait une autre donation importante en 1969 et laisse le reste de sa collection au musée. Actuellement, le musée comprend 7 700 pièces provenant de Brundage sur un total de plus de 17 000 objets,.
Brundage fait des parallèles entre le monde de l'art et celui du sport. Dans un discours prononcé lors de la session du CIO de Tokyo en 1958, il parle de netsuke, objets utilisés autrefois par les Japonais pour suspendre des objets à la ceinture de leur kimono et dont il possède plusieurs milliers d'exemplaires, pour expliquer la différence entre l'amateurisme et le professionnalisme. Il dit aux membres, en en tenant deux dans ses mains, qu'un netsuke était soigneusement sculpté par l'homme qui le portait. Il mettait « un peu de lui-même dans la conception ». Des fabricants professionnels de netsuke sont apparus par la suite ; leur travail était plus précis mais « froid, rigide et sans imagination... L'élément manquant était le sculpteur amateur, qui rend ces netsuke beaucoup plus précieux pour le collectionneur que les produits commerciaux sculptés pour l'argent. »

## Héritage
Les articles de journaux rétrospectifs jugent parfois Brundage sévèrement. Par exemple, The Independent écrit en mai 2012 : « L'ancien empereur du CIO, antisémite et sympathisant des Nazis, tenait à isoler les Jeux des tentacules envahissantes du monde réel ». Les New York Daily News affirment que Brundage « admirait Hitler et a scandaleusement exclu deux sprinteurs juifs du relais 4 × 100 mètres [en 1936] car cela aurait pu le gêner s'ils avaient gagné ».
Brundage laisse un héritage incertain. Sur la question de l'amateurisme, Maraniss suggère que Brundage est « pris en étau » entre les États communistes et les États capitalistes qui ont des objectifs différents ; les nations suivant un des deux systèmes n'étant pas disposées à accepter la vision de pur amateurisme de Brundage. Les États de chaque système, à leur façon, ne respectent pas ces règles. Guttmann estime que dans les années 1960, Brundage est peut-être plus connu comme collectionneur d'art que pour ses activités sportives, et qu'« il y a ceux qui maintiennent qu'il ne restera pas connu pour sa carrière dans le domaine sportif mais pour ses jades et ses bronzes ». Andrew Leigh (en), membre de la Chambre des représentants d'Australie, critique Brundage pour avoir expulsé les deux athlètes noirs à Mexico, le décrivant comme « un homme qui ne voyait aucun obstacle à l'utilisation du salut nazi aux Jeux olympiques de 1936 ». Dick Pound pense que Brundage fait partie des plus grands présidents du CIO, tout comme de Coubertin et Samaranch, mais admet qu'à la fin de son mandat, il n'est plus en contact avec le monde du sport. Pound indique que Brundage réussit à maintenir le mouvement olympique uni dans une période jalonnée de nombreux défis, mais il note que cela ne pourrait peut-être pas s'appliquer à ses dernières années en tant que président.
Alfred Senn pense que Brundage est resté trop longtemps à la tête du CIO :

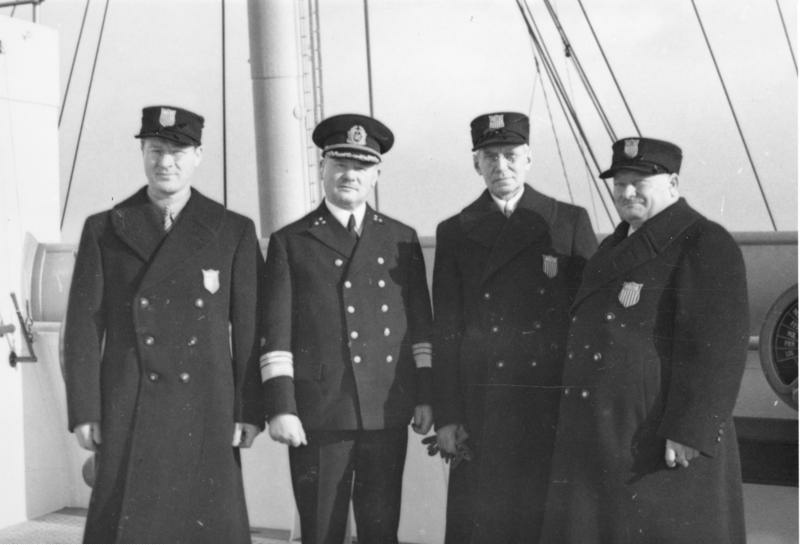
Brundage (à gauche) et d'autres officiels olympiques à bord du SS Bremen, en route vers les Jeux olympiques d'hiver de 1936 à Garmisch-Partenkirchen, en Allemagne nazie.

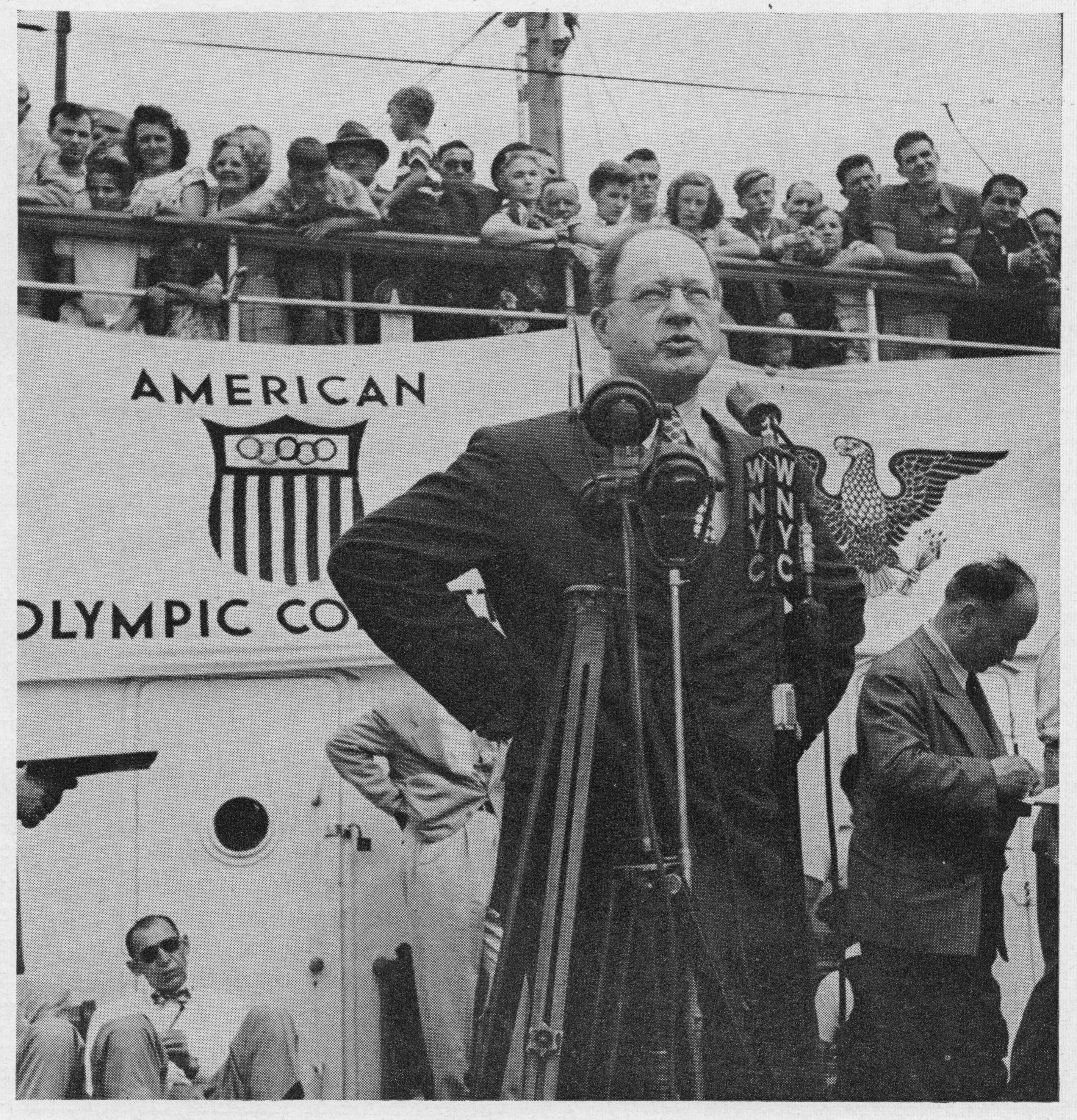
Brundage s'adresse aux médias aux Jeux olympiques de Londres, en 1948.

« Après Munich, Brundage quitte les Jeux, qui se sont développés au-delà de sa compréhension et de sa capacité à s'adapter. Les comités nationaux et les fédérations internationales se révoltaient contre son administration arbitraire ; la violence a envahi sa montagne sainte et tous les signes indiquaient qu'elle allait revenir. Malgré ses efforts pour atteindre le monde à travers le sport, il est resté accusé de bigoterie [...] sans mentionner ceux qui lui reprochent d'être naïf en politique... Les gens qui ont regretté son départ de la scène olympique sont peu nombreux, et le Comité international olympique s'est tourné vers son successeur qui, espéraient les membres, serait mieux adapté à gérer ses nouvelles tâches,. »

## Dans la fiction
- Dans le film La Couleur de la victoire (Race) de Stephen Hopkins, sorti en 2016, Avery Brundage est interprété par Jeremy Irons.
- Dans le roman de Philip Kerr Hôtel Adlon se déroulant à Berlin en 1934, son rôle en tant que président du comité olympique des États-Unis est un élément central de l'intrigue.